# یهودستیزی در جهان عرب
یهودستیزی از آغاز قرن بیستم در جهان عرب به دلایل متعددی افزایش یافته است: انحلال و فروپاشی امپراتوری عثمانی و جامعه سنتی اسلامی؛ نفوذ اروپا که توسط امپریالیسم غربی و مسیحیان عرب ایجاد شد؛ پروپاگاندای نازی‌ها و روابط بین آلمان نازی و جهان عرب؛ نارضایتی از ناسیونالیسم یهودی؛ ظهور ناسیونالیسم عربی؛ و گسترش گسترده تئوری‌های توطئه ضدیهودی و ضد صهیونیستی.
به‌طور سنتی، یهودیان در جهان اسلام اهل کتاب به‌شمار می‌رفتند و تابع مقام ذمی بودند. به آن‌ها امنیت نسبی در برابر آزار و اذیت داده می‌شد، مشروط بر این‌که با موقعیت اجتماعی و حقوقی متفاوتی که تحت حکومت اسلامی بر آن‌ها تحمیل شده بود مخالفت نکنند.
در حالی که پیش از قرن بیستم حوادث یهودستیزی وجود داشت، در این دوران یهودستیزی در جهان عرب به شدت افزایش یافت. در طول دهه ۱۹۳۰ و ۱۹۴۰ یهودیان چندین بار در جهان عرب قتل‌عام شدند. وضعیت یهودیان در کشورهای عربی با شروع درگیری اعراب و اسرائیل بدتر شد. شکست در جنگ اعراب و اسرائیل در سال ۱۹۴۸، مهاجرت فلسطینیان، ایجاد دولت اسرائیل و پیروزی‌های اسرائیل در طول جنگ‌های ۱۹۵۶ و ۱۹۶۷ تحقیر شدیدی برای مخالفان اسرائیل - در درجه اول مصر، سوریه و عراق- بود. تا اواسط دهه ۱۹۷۰ اکثریت قریب به اتفاق یهودیان کشورهای عربی و مسلمان مهاجرت کردند و عمدتاً به اسرائیل، فرانسه و ایالات متحده نقل مکان کردند. دلایل مهاجرت متفاوت و مورد بحث است.
به گفته برنارد لوئیس، در دهه ۱۹۸۰، حجم ادبیات یهودستیز منتشر شده در جهان عرب و حامیان آن‌ها، نشان می‌داد که یهودستیزی کلاسیک به بخشی اساسی از زندگی فکری اعراب تبدیل شده است، این میزان از یهودستیزی بسیار بیشتر از اواخر قرن ۱۹ و اوایل قرن ۲۰ بود، تا حدی که با آلمان نازی مقایسه شده است. ظهور اسلام سیاسی در طول دهه ۱۹۸۰ و پس از آن، جهش جدیدی در یهودستیزی اسلامی ایجاد کرد که به نفرت از یهودیان یک مؤلفه مذهبی بخشید.
مرکز اطلاعات و اخبار تروریسم اسرائیل در گزارش سال ۲۰۰۸ خود در مورد یهودستیزی معاصر اعراب و مسلمانان، آغاز این پدیده را به گسترش یهودستیزی کلاسیک مسیحی اروپایی در جهان عرب از اواخر قرن نوزدهم نسبت می‌دهد. در سال ۲۰۱۴، اتحادیه ضد افترا یک نظرسنجی جهانی دربارهٔ نگرش‌های یهودستیزانه در سراسر جهان منتشر کرد و گزارش داد که در خاورمیانه، ۷۴ درصد از بزرگسالان با اکثریت یازده گزارهٔ یهودستیزانه نظرسنجی موافق بودند؛ از جمله این‌که «یهودیان قدرت زیادی در بازارهای مالی بین‌المللی دارند.» و این‌که «یهودیان مسئول بیشتر جنگ‌های جهان هستند».

## کتابشناسی
- Andrew G. Bostom|Bostom, Andrew G. The Legacy of Islamic Antisemitism: From Sacred texts to Solemn History. Prometheus Books. 2008. شابک ‎۹۷۸−۱−۵۹۱۰۲−۵۵۴−۲
- Jane Gerber|Gerber, Jane S. (1986). "Anti-Semitism and the Muslim World". In History and Hate: The Dimensions of Anti-Semitism, ed. David Berger. Jewish Publications Society. شابک ‎۰−۸۲۷۶−۰۲۶۷−۷
- Herf, Jeffrey (2009). The Jewish Enemy: Nazi Propaganda for the Arab World. Ann Arbor, Michigan: Yale University Press. ISBN 978-0-300-14579-3.
- Levy, Richard S. , ed. Antisemitism: A historical encyclopedia of prejudice and persecution (Vol. 1. ABC-CLIO, 2005) pp 30–33.
- Bernard Lewis|Lewis, Bernard (1984). The Jews of Islam. Princeton: Princeton University Press. شابک ‎۰−۶۹۱−۰۰۸۰۷−۸
- Lewis, Bernard (1999). Semites and anti-Semites. شابک ‎۰−۳۹۳−۳۱۸۳۹−۷
- Laqueur, Walter. The Changing Face of Antisemitism: From Ancient Times To The Present Day. Oxford University Press. 2006. شابک ‎۰−۱۹−۵۳۰۴۲۹−۲
- Poliakov, Leon (1997). "Anti-Semitism". Encyclopaedia Judaica (CD-ROM Edition Version 1.0). Ed. Cecil Roth. Keter Publishing House. شابک ‎۹۶۵−۰۷−۰۶۶۵−۸
- Satloff, Robert (2006). Among the Righteous: Lost Stories from the Holocaust's Long Reach into Arab Lands. New York: Perseus Book Group. ISBN 978-1-58648-399-9.
- Segev, Tom. One Palestine, Complete: Jews and Arabs Under the British Mandate. Trans. Haim Watzman. New York: Henry Holt and Company, 2001.
- الگو:Cite SSRN
- Tausch, Arno (Fall 2014). "The New Global Antisemitism: Implications from the Recent ADL-100 Data". Middle East Review of International Affairs. 18 (3). SSRN 2549654.
- Wistrich, Robert S. Hitler's Apocalypse: Jews and the Nazi Legacy. Weidenfeld & Nicolson. 1985. شابک ‎۰−۲۹۷−۷۸۷۱۹−۵
- [Wistrich, Robert S. A Lethal Obsession: Anti-Semitism from Antiquity to the Global Jihad. Random House. 2010. شابک ‎۹۷۸−۱−۴۰۰۰−۶۰۹۷−۹